# Papagayostranden

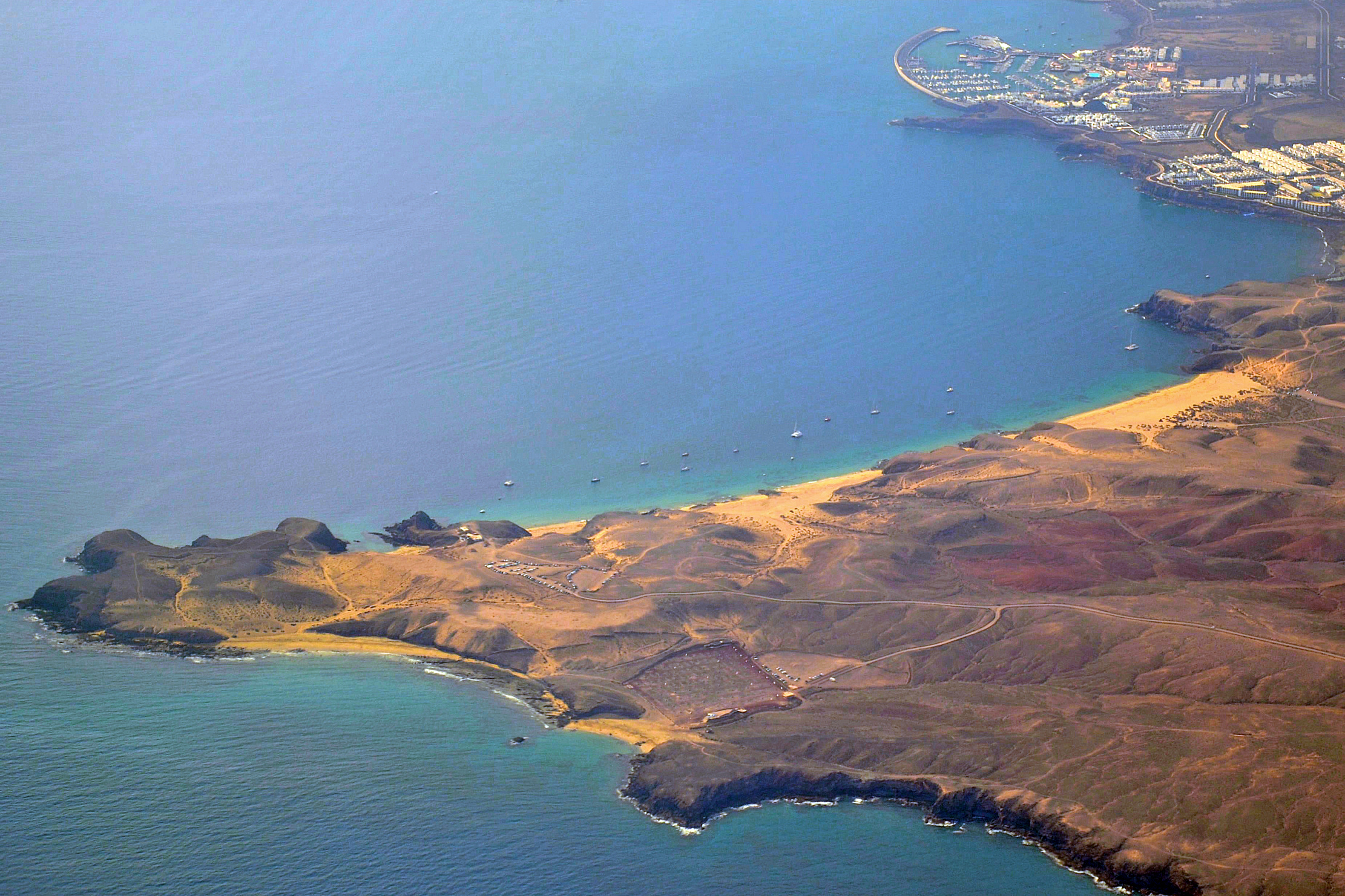
De Papagayostranden

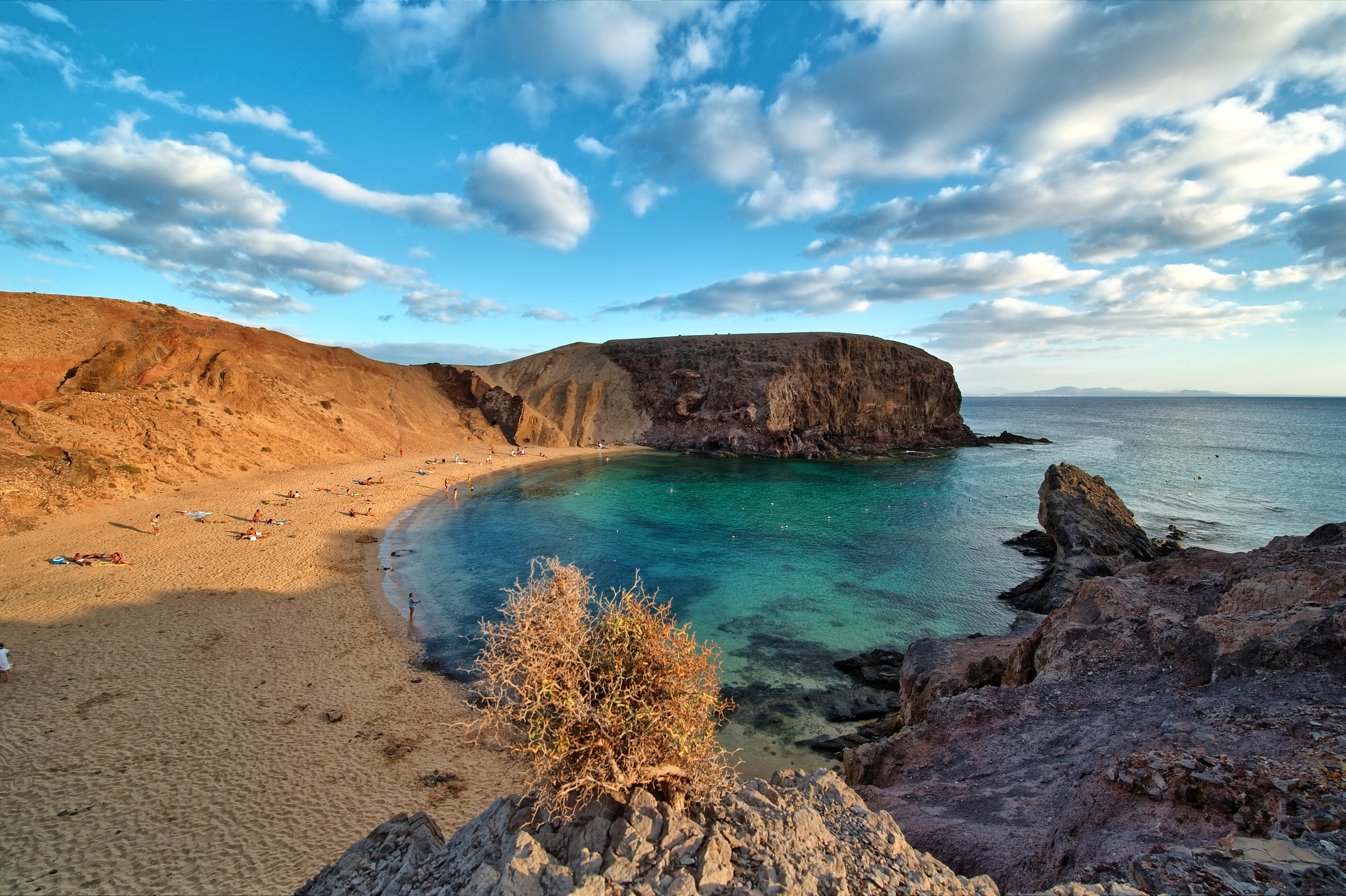
Een van de stranden

De Papagayostranden (Spaans: Playas de Papagayo) zijn een reeks stranden gelegen aan de Costa del Rubicón aan de zuidkant van het Canarische eiland Lanzarote. De stranden liggen een paar kilometer ten oosten van het toeristische centrum van Playa Blanca. Dit gebied had in de 15e eeuw een belangrijke rol tijdens de verovering van het eiland.

## Strandsecties
De zeven 100 tot 400 meter lange witte strandsecties worden gescheiden door natuurlijke rotsen van lavasteen en zijn geschikt om te baden. De stranden heten (van west naar oost): Playa de Afe, Playa de Mujeres, Playa Pozo, Playa de la Cera, Playa de Papagayo, Playa Caleta del Congrio en Playa de Puerto Muelas.

## Bereikbaar
De stranden zijn met de auto bereikbaar over een onverharde weg waarvoor tol dient te worden betaald. Autoverhuurbedrijven verbieden het rijden over onverharde wegen, echter wordt de rit naar de stranden gedoogd. Te voet of met de fiets vanaf Playa Blanca is ook mogelijk voor de sportieveling.